# Patricia Almarcegui Elduayen
Patricia Almarcegui Elduayen (Zaragoza) es escritora y profesora de Literatura Comparada. 
Ha publicado en revistas, como Quimera, Jot Down, La revista de Occidente, Altaïr Magazine y es colaboradora del suplemento cultural del ABC, La Vanguardia, y de eldiario.es y “El viajero” de El País.

## Biografía
Estudió Filología Hispánica en la Universidad de Zaragoza, donde obtuvo el Doctorado Europeo en Filosofía y Letras. Su campo de investigación se centra en la Estética Literaria y los Estudios Culturales. Temas de los que ha publicado varios ensayos y una treintena de artículos, con traducciones al inglés, francés y árabe. Ha sido profesora invitada en la Universidad Americana de El Cairo y la Sorbona (París IV), y ha realizado estancias de investigación en la Escuela Sociales de Altos Estudios de París y la Universidad de Columbia de Nueva York. Ha dirigido cursos e impartido conferencias en instituciones como el Museo del Prado, La Virreina, el Institute of Arabic and Islamic Studies (Exeter) o la Goethe Universität-Frankfurt.  
Su primera novela, El pintor y la viajera (Ingres y Lady Montagu), traducida al francés y persa, fue elegida uno de los diez tesoros de la Feria del Libro de Madrid en 2011. En el año 2013, ganó el segundo Premio de Ensayo Fray Luis de León por El sentido del viaje.
En el 2014, obtuvo las becas Endjavi-Barbe y de Acción Cultural Española para el proyecto de intervención social, arte contemporáneo y poesía en Shiraz, “El murmullo de la tumba de Hafez”. En 2016 publicó, Una viajera por Asia Central o lo que queda del mundo, que recoge sus viajes por Uzbekistán y Kirguistán. En 2017, la novela La memoria del cuerpo, memorias ficticias de su pasado como bailarina -“Estupenda novela”, Elena Costa, El Cultural-. En 2018, Conocer Irán, con artículos de análisis del país y sus viajes, traducido al árabe –“Es una de las voces más sensibles y hermosas. Sus libros poseen una altísima calidad literaria”, Jacinto Antón, El País-. Y en 2019, Los mitos del viaje. Estética y culturas viajeras, que incluye sus reflexiones de viaje de los últimos diez años. En 2021 Cuadernos perdidos de Japón (3ª edición y traducción al francés). Acaba de publicar la novela Las vidas que no viví. Además ha colaborado en diversos proyectos expositivos y teatrales.

## Obra literaria

### Ensayo
Los libros de viaje: realidad vivida y género literario (2005, AKAL). Coautora junto con L. Romero Tobar.
Alí Bey y los viajeros europeos a Oriente (2007, Ed.Bellaterra)
Los viajes de Marco Polo (2013, La línea del horizonte)
El sentido del viaje (2ºPremio de Ensayo Fray Luis de León) (2014, Junta de Castilla y León)
Los mitos del viaje (2019, Fórcola)

### Narrativa
El pintor y la viajera (elegido uno de los diez tesoros de la Feria del Libro de Madrid del 2011) (2011, Ediciones B) (traducción al francés en Intervalles) 
Una viajera por Asia Central. Lo que queda del mundo (2016, UB, colección Periodismo Activo)
La memoria del cuerpo (2017, Fórcola)
Conocer Irán (2018, Fórcola)
Cuadernos perdidos de Japón (2021, Candaya)
Las vidas que no viví (2023, Candaya)

### Artículos de Prensa
eldiario.es
Otros artículos I
Otros artículos II 